# Wat Chumphon Khiri

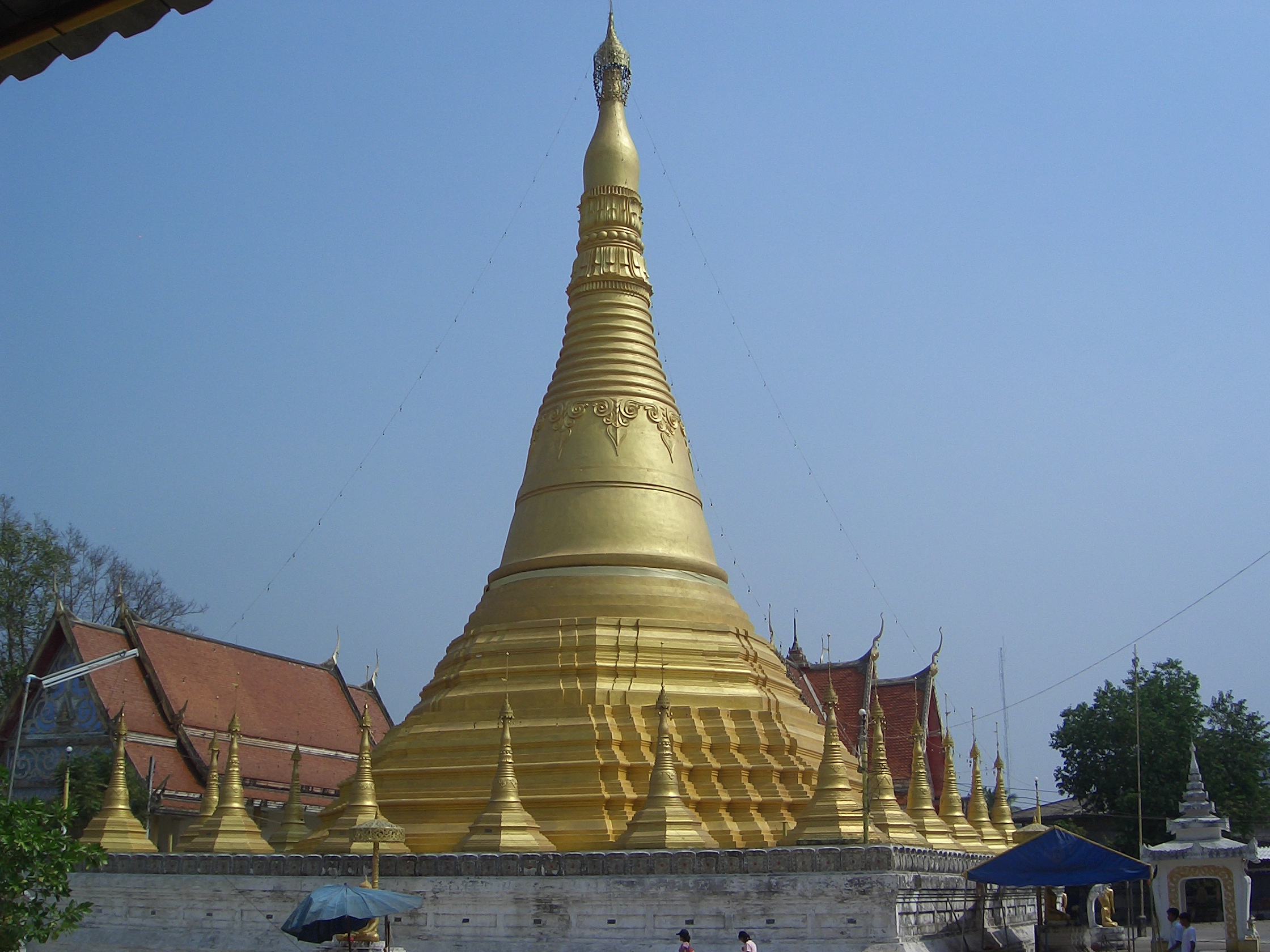
Chedi des Wat Chumphon Khiri

Der Wat Chumphon Khiri (Thai: วัด ชุมพลคีรี) ist eine buddhistische Tempelanlage (Wat) in Mae Sot, Provinz (Changwat) Tak.

## Lage
Der Wat Chumphon Khiri liegt im Stadtbereich von Mae Sot nördlich des Marktplatzes. 

## Baugeschichte
Der Tempel wurde vor etwa 200 Jahren errichtet. In der Folgezeit wurde die Anlage mehrmals renoviert. 
1993 errichtete man den großen goldenen Chedi im Stile der Shwedagon-Pagode in Birma. Er ist von zwanzig kleineren Chedis umgeben und beherbergt Heiligtümer.

## Sehenswürdigkeiten
Der sehr schön gestaltete Chedi weist goldene Mosaik-Fliesen auf und zählt zu den Hauptattraktionen der Stadt. Ferner sind eine große Buddha-Statue in der Mara Vichai-Haltung sowie eine etwa 200 Jahre alte Trommel zu sehen.